# 손정욱
손정욱(孫政煜, 1990년 12월 24일 ~ )은 전 KBO 리그 NC 다이노스의 투수이자, 현 KBO 리그 창원 다이노스의 투수코치이다.

## 선수 시절

### 아마추어 시절
덕수고등학교 3학년 때인 2008년 제62회 황금사자기 전국고교야구대회에서 덕수고등학교의 준우승을 이끌었다. 같은 해에 열린 제42회 대통령배 전국고교야구대회에서도 성영훈과 함께 덕수고등학교의 마운드를 이끌며 우승에 기여했고, 우수 투수상을 수상했다. 하지만 그 해 프로 지명을 받지 못하고 경희대학교에 진학했다.

### NC 다이노스시절

#### 2013년 시즌
시즌 중반에 1군에 콜업돼 주로 좌완 원 포인트 릴리프로 활약했다. 32경기에 등판해 20.1이닝, 1점대 평균자책점, 1패, 1홀드, 10탈삼진을 기록했다.

#### 2014년 시즌
4월 24일 SK전에서 2.1이닝 2피안타, 4탈삼진, 1볼넷, 1실점(비자책)으로 데뷔 첫 승을 기록했다.
시즌 67경기에 등판해 44이닝, 4점대 평균자책점, 2승 1패, 1세이브, 16홀드, 38탈삼진을 기록했다.

##### 2014년준플레이오프
1경기에 등판해 0.2이닝 1피안타, 1볼넷, 무실점을 기록했다.
| 평균자책점 | 경기 | 승 | 패 | 세이브 | 홀드 | 완투 | 완봉 | 이닝 | 피안타 | 피홈런 | 볼넷 | 사구 | 삼진 | 실점 | 자책점 |
| ---------- | ---- | -- | -- | ------ | ---- | ---- | ---- | ---- | ------ | ------ | ---- | ---- | ---- | ---- | ------ |
| 0.00       | 1    | 0  | 0  | 0      | 0    | 0    | 0    | 0.2  | 1      | 0      | 1    | 0    | 0    | 0    | 0      |

#### 2022년 시즌
5월 18일 퓨처스리그 KIA 타이거즈와의 경기를 마지막으로 은퇴했다. 남은 기간 동안 2군 연수 코치로 활동했다.

## 야구선수 은퇴 후
2022년부터 질롱 코리아의 투수코치, 2023년부터 창원 다이노스의 투수코치로 활동했다.

## 출신 학교
- 서울도곡초등학교
- 홍은중학교
- 덕수고등학교
- 경희대학교

## 통산 기록
| 연도 | 팀명  | 평균자책점 | 경기 | 완투 | 완봉 | 승 | 패 | 세 | 홀 | 승률  | 타자 | 이닝 | 피안타 | 피홈런 | 볼넷 | 사구 | 탈삼진 | 실점 | 자책 |
| ---- | ----- | ---------- | ---- | ---- | ---- | -- | -- | -- | -- | ----- | ---- | ---- | ------ | ------ | ---- | ---- | ------ | ---- | ---- |
| 2013 | NC    | 1.77       | 32   | 0    | 0    | 0  | 1  | 0  | 1  | 0.000 | 83   | 20⅓  | 15     | 2      | 9    | 2    | 10     | 5    | 4    |
| 2014 | NC    | 4.70       | 67   | 0    | 0    | 2  | 1  | 1  | 16 | 0.667 | 194  | 44   | 40     | 3      | 25   | 1    | 38     | 24   | 23   |
| 2015 | NC    | 6.56       | 20   | 0    | 0    | 1  | 0  | 0  | 0  | 1.000 | 112  | 23⅓  | 37     | 3      | 9    | 0    | 17     | 17   | 17   |
| 2020 | NC    | 5.25       | 16   | 0    | 0    | 0  | 0  | 0  | 0  | -     | 58   | 12   | 16     | 1      | 5    | 1    | 5      | 8    | 7    |
| 2021 | NC    | 6.57       | 15   | 0    | 0    | 1  | 0  | 0  | 0  | 1.000 | 61   | 12⅓  | 17     | 1      | 7    | 0    | 8      | 9    | 9    |
| 통산 | 5시즌 | 4.82       | 150  | 0    | 0    | 4  | 2  | 1  | 17 | 0.667 | 508  | 112  | 125    | 10     | 55   | 4    | 78     | 63   | 60   |

- 굵은 글씨는 해당 시즌 최고 기록